# Abbazia di Santa Maria di Sitria
L'abbazia di Santa Maria di Sitria si trova nel parco naturale del monte Cucco nell'eugubino, presso Isola Fossara, frazione del comune di Scheggia e Pascelupo in provincia di Perugia, quasi sulla linea di confine con la regione Marche.

## Storia
Fu fondata da san Romualdo che vi visse per sette anni. L'eremo fu costruito nel 1014 mentre tra il 1018 e il 1021 il santo vi fondò il monastero.
La chiesa di Sitria è un edificio religioso composto da un'unica navata separata, alla maniera benedettina, dal presbiterio tramite una scala in pietra di 8 gradini. È di linee romanico-gotiche, presenta una copertura con volta ogivale in pietra e un altare abbellito da archetti trilobati, sorretti da 13 colonnine, delle quali la maggior parte furono rubate negli anni sessanta del 900 e successivamente ricostruite. Nel catino dell'abside si trova un affresco risalente al XVII secolo, raffigurante la Crocifissione, di autore ignoto.
La cripta sottostante, alla quale si accede per un ingresso al centro della scalinata, è molto elegante e presenta una volta sorretta da una colonna di granito con capitello, quasi sicuramente proveniente da una costruzione preesistente di epoca romana.
Il cenobio annesso che, sebbene fatiscente, esisteva ancora un secolo fa, è ora quasi completamente distrutto, se si eccettuano un salone con volta in pietra (forse l'antica sala capitolare) e un altro di medesima fattura al piano superiore. La chiesa, restaurata in maniera esemplare, è visitabile chiedendolo ai proprietari, i monaci benedettini camaldolesi di Fonte Avellana, non molto lontani e da cui dipende.  Nel sotterraneo della chiesa, di fianco alla cripta, è indicata la cosiddetta prigione di san Romualdo, l'angusta cella in cui il Santo fu rinchiuso per sei mesi dai suoi stessi monaci.
Nell'Abbazia vissero, tra gli altri, san Pier Damiani, sant'Albertino da Montone, il beato Tommaso da Costacciaro e Leone il Precense.
Nel 2009 ha ospitato uno dei concerti della 20ª edizione del Gubbio Summer Festival.